# Canal 3 Quimistan
Canal 3 Quimistan, anche nota semplicemente come None, è un'emittente televisiva honduregna di Quimistán.
Il palinsesto della rete, come anche JBN-TV, è dedicato completamente a contenuti riguardanti la religione cristiana.